# Lúcia Benedetti
Lúcia Benedetti ( Mococa, São Paulo, 30 de março de 1914 – Rio de Janeiro, 1998 ) - foi uma contista, escritora de Literatura Infantil, romancista, teatróloga, cronista e tradutora brasileira

## Biografia
Lúcia Matias Benedetti Magalhães nasceu em Mococa e era filha de Domingos Benedetti, (alfaiate e músico de ascendência italiana) e de D. Leocádia M. Benedetti.
Radicada no Rio de Janeiro e ainda estudante, começou a escrever contos, crônicas, reportagens imaginárias para a revista O Ensaio. Formou-se em "Ciências e Letras", pelo Ginásio Bittencourt Silva, em Niterói.
Cursou, em 1932, a faculdade de Direito de Niterói, mas nunca exerceu a profissão, optando por lecionar em escolas .
A função de professora permitiu-lhe escrever para o Jornal A Noite, onde registrou os incidentes e experiências, vividas com seus alunos, numa coluna intitulada Diário de uma Professorinha.  Nesse periódico carioca, conheceu o marido, o jornalista, dramaturgo e escritor, Raimundo Magalhães Júnior, com quem se casou em 1933
.
Em 1942, o casal muda-se para os EUA, onde Magalhães Júnior passa a trabalhar com Nelson Rockefeller, no Escritório de Assuntos Interamericanos, e a escrever para o New York Times. Lucia mantém-se como correspondente para jornais brasileiros, permanecendo naquele país até 1945
.
Nessa época, escreve seu primeiro romance, Chico Vira Bicho e outras histórias em colaboração com o marido. Todavia, sua obra literária que, efetivamente, marcou a sua estreia enquanto escritora, foi Entrada de Serviço, publicada em 1942
 .
Lúcia Benedetti é tida como a precursora do teatro infantil no Brasil quando, em 1948, com a estreia da peça O Casaco Encantado, encenado pela Companhia Artistas Unidos, lançou as bases do que hoje é considerado dramaturgia infantil brasileira
, buscando, a partir de então, em todos os seus espetáculos para essa faixa de público, que eles alcançassem a mesma qualidade cênica e literária das apresentações voltadas para adultos
.
Várias de suas peças foram encenadas na Argentina e Portugal

Lúcia Benedetti é mãe da carnavalesca Rosa Magalhães.

## Principais Prêmios
- Prêmio Afonso Arinos - ABL por Vesperal com Chuva - 1950
- Prêmio de Teatro infantil – Prefeitura do Distrito Federal -1954
- Prêmio Arthur Azevedo – ABL - 1948 por O Casaco Encantado
- Prêmio A.B.C.T. - Revelação de Autor - 1949 por O Casaco Encantado
- Prêmio Teatro Infantil - Lei Jorge de Lima - 1952 por Joãozinho Anda Pra Trás

## Principais peças teatrais infantis
- O Casaco Encantado (1948)
- Simbita e o Dragão (1948)
- A Menina das Nuvens (1949)
- Branca de Neve(1950)
- Josefina e o Ladrão (1951)
- Joãozinho Anda Pra Trás (1952)
- Sinos de Natal (1957)
- Sigamos a Estrela
- Palhacinho Pimpão

## Principais Romances
- Chico Vira Bicho (1943)
- Entrada de Serviço (1942)
- Noturno sem Leito (1947)
- Três Soldados (1955)
- Chão Estrangeiro (1956)
- Maria Isabel, Uma Vida no Rio (1960)
- O Espelho Que Vê por Dentro (1965)

## Teatro adulto (Principais Peças)
- O Banquete e a Farsa
- Amores de Celeste
- Figura de Pedro(1960)

## Principais Contos
- O Inferno de Rosauro, tal como se deu(1960)
- Vesperal com Chuva(1950)
- Nove Histórias Reunidas(1956)